# پیش‌دیابت
پیش دیابت وضعیتی است؛ که در آن اگرچه قند خون تاحدودی بالاست، ولی بیمار همۀ ملاک‌های دیابت را ندارد.

## طبقه‌بندی
1. هایپرگلیسمی ناشتا (IGF) بیمار، قند خون ناشتای بیشتر مساوی ۱۰۰ تا ۱۲۵ دارد.
2. عدم تحمل گلوکز (IGT) قند خون بیمار دو ساعت پس از مصرف ۷۵ گرم گلوکز خوراکی بین ۱۴۰ تا ۲۰۰ است. در این حالت قند خون ناشتای بیمار در محدوده طبیعی است اما بدن برای تنظیم قند خون مجبور به تولید انسولینی بیشتر از مقدار طبیعی است. در این شرایط به سلول‌های بتای پانکراس فشار زیادی تحمیل می‌شود. به این مرحله که در سیر طبیعی ایجاد دیابت نوع ۲ وجود دارد، اختلال تحمل گلوکز یا اصطلاحاً مرحله «پیش دیابت» یا «قبل از دیابت» می‌گویند. اهمیت تشخیص این مرحله پیشگیری یا حداقل به تعویق انداختن دیابت است.

پیش دیابت، که به عنوان عارضه عدم تحمل گلوکز نیز شناخته می‌شود، معمولاً هیچ علامت خاصی ندارد. این حالت اغلب قبل از ابتلای جدی به دیابت نوع دوم، بروز می‌کند و درصدی از سلولهای پانکراس دچار اختلال عملکرد می‌گردند و از کار می‌افتند. همواره پزشکان برای تشخیص به موقع پیش دیابت اهمیت بسیاری قائل هستند، زیرا معالجه و بهبود شرایط نامساعد در پیش دیابت ممکن است از بروز مشکلات جدی در سلامت افراد پیشگیری کند. برای مثال تشخیص به موقع و درمان پیش دیابت، می‌تواند از بروز دیابت نوع دوم و عوارض مرتبط با آن، مانند: بیماری قلب و عروق، مشکلات بینایی و بیماری‌های کلیوی پیشگیری کند. 
عوارض مرتبط با دیابت، اغلب قبل از تشخیص بالینی دیابت ایجاد می شوند؛ بر این اساس تشخیص آن در مراحل اولیه و نیز مراحل قبل از بروز دیابت، دارای اهمیت خاص خواهد بود.

## افراد در معرض خطر
برخی افراد دارای شرایطی هستند که آن‌ها را مستعد ابتلا به دیابت نوع 2 می کند. شرایط زمینه ساز ابتلا به پیش دیابت عبارتند از:
- افراد با سابقه خانوادگی ابتلا به دیابت نوع دو
- زنانی که سابقه ابتلا به دیابت بارداری را دارند و یا دارای فرزندی با وزن تولد بیشتر از ۴ کیلوگرم بوده‌اند.
- زنانی که سندرم تخمدان پلی کیستیک دارند.
- آمریکایی‌های با نژاد آفریقایی، آمریکایی‌های بومی، لاتین ها.
- افرادی که چاق هستند، به خصوص کسانی که چاقی شکمی دارند.
- افرادی که مقدار کلسترول و تری گلیسرید خونشان بالاست و مقدار کلسترول بد (LDL) در آن‌ها بالا و مقدار کلسترول خوب (HDL) پایین است. 
- افراد غیر فعال و با فعالیت بدنی کم
- افراد مسن چون با افزایش سن توانایی تنظیم قند خون کاهش می یابد و لذا خطر ابتلا به دیابت نوع دوم افزایش می یابد.

## علایم  و تشخیص بیماری
اگرچه اغلب افراد پیش دیابتی هیچ علامت خاصی ندارند، ولی ممکن است برخی از علایم دیابت در آن‌ها دیده شود، مانند: تشنگی‌های غیر عادی، تکرر ادرار، تاری دید و خستگی‌های بیش از حد.  یک بررسی بالینی ممکن است برخی از نشانه‌های احتمالی ابتلا به پیش دیابت را نشان دهد. 

### موارد آزمایش
در این افرادمی بایست برای تشخیص پیش دیابت آزمایش داد :
- سن فرد بالای ۴۵ سال باشد. 
- دارای هر یک از عوامل خطر ابتلا به دیابت باشد. 
- دارای اضافه وزن و یا نمایه توده بدنی(BMI) بیش از ۲۵ باشد. 
- اگر در گذشته، سابقه عدم تحمل گلوکز داشته و یا سطح گلوکز خون ناشتای فرد پایین است.
- اگر خانمی سابقه دیابت بارداری داشته و یا کودکی با وزن بیش از 4 کیلوگرم را به دنیا آورده باشد. 
- اگر فرد دارای گروهی از عوارض مربوط به سندرم متابولیک باشد (که این عوارض عبارتند از: کلسترول و تری گلیسرید بالا، بالا بودن LDL و پایین بودن HDL، چاقی شکمی، فشار خون بالا و مقاومت به انسولین).
- اگر خانمی دارای سندرم تخمدان پلی کیستیک باشد.

## آزمایش قند خون
آزمایش های بسیاری برای تعیین قند خون وجود دارد که می‌توان به: آزمایش fasting blood sugar 
آزمایش 2hpp ( آزمایش قند خون دو ساعته)
آزمایش چالش گلوکز (GCT ). 
```
تست تحمل گلوکز خوراکی )
```

کرد.  
1_ تست گلوکز خون ناشتا(FBS): در این آزمایش پس از ۸ ساعت نخوردن غذا، مقدار گلوکز خون فرد اندازه‌گیری می‌شود. این ارزیابی می‌تواند تخمین بزند که آیا بدن فرد گلوکز را به خوبی متابولیزه می‌کند (می سوزاند) یا خیر. 
اگر پس از انجام آزمایش گلوکز خون ناشتا، سطح گلوکز خون فرد غیرطبیعی بود، می‌توان آن را (اختلال در گلوکز ناشتا) نیز نامید که این حالت، احتمال وجود پیش دیابت را مطرح می‌کند.
تفسیر نتایج تست گلوکز خون ناشتا (FBS)
نتیجه آزمایش (FBS)	وضعیت
کمتر از 100 میلی گرم/دسی لیتر	طبیعی
100 تا 125 میلی گرم/دسی لیتر	پیش دیابت
بیشتر مساوی 126 میلی گرم/دسی لیتر 
در دو مرتبه آزمایش و یا بیشتر 	دیابت
2-تست تحمل گلوکز خوراکی (OGTT)
آزمایش دیگری که ممکن است پزشک معالج از آن استفاده کند، تست تحمل گلوکز خوراکی (OGTT) می‌باشد. در این آزمایش سطح گلوکز خون فرد طی ۲ مرتبه: یک بار پس از ناشتایی و یک بار ۲ ساعت پس از خوردن ۷۵ گرم گلوکز، اندازه‌گیری می گردد. اگر سطح گلوکز خون فرد ۲ ساعت پس از مصرف آشامیدنی غنی از گلوکز، بالاتر از حد طبیعی بود، می‌توان آن را (اختلال عدم تحمل گلوکز) نامید و این عارضه احتمال ابتلا به پیش دیابت را مطرح می‌کند. 
تفسیر نتایج تست تحمل گلوکز خوراکی(OGTT)
نتیجه آزمایش (OGTT) 	وضعیت
کمتر از 140 میلی گرم/دسی لیتر 	طبیعی
140 تا 199 میلی گرم/دسی لیتر 	پیش دیابت
بیشتر از 200 میلی گرم/دسی لیتر	دیابت                
```
                                     3-تست گلوگز متصل به هموگلوبین(HbAIc): میانگین سطح گلوکز (قند) خون در ۳ ماه گذشته است.
```

نتیجه آزمایش در صورت داشتن بیماری‌های کلیوی و کبدی می‌تواند غیر عادی باشد.
در این آزمایش میزان هموگلوبین گلیکوزیله موجود در خون اندازه‌گیری می‌شود. در واقع این نوع از هموگلوبین زمانی در خون ایجاد می‌شود که پروتئین موجود در گلبول‌های قرمز خون که وظیفه حمل اکسیژن را بر عهده دارند با قند آزاد در خون ترکیب می‌شوند. این قند از طریق خون به تمام نقاط بدن حمل می‌شود. وجود قند در برخی از اندام‌ها آثار و مشکلات جدی را در بیمار می‌تواند به همراه داشته باشد.

## درمان پیش دیابت
اصلاح الگوی زندگی و افزایش فعالیت بدنی به همراه کاهش وزن اضافی می‌تواند در پیشگیری از بروز دیابت نوع دو مؤثر باشد .
ارکان درمان پیش دیابت عبارتند از: 
- رژیم غذایی سالم: فرد مبتلا به پیش دیابت می بایست از یک رژیم سالم پیروی کند و وزن خود را کاهش دهد. حتی اگر فرد از افزایش وزن بی رویه رنج می برد، نباید نگران باشد، زیرا کاهش 5 تا 10 درصد از وزن اضافی (حتی قبل از رسیدن به وزن مطلوب) می‌تواند تأثیر بسزایی در تنظیم قند خون داشته باشد.
- فعالیت بدنی: می بایست سعی شود که  5 روز در هفته و هر بار 30 دقیقه فعالیت بدنی انجام دهید. می‌توانید این 30 دقیقه فعالیت بدنی را به دوره‌های زمانی کوتاه تر تقسیم کنید: برای مثال 3 دوره 10 دقیقه ای. فعالیت بدنی ای را انتخاب کنید که از آن لذت می برید، مثلاً پیاده روی.

بر اساس مطالعات، میزان مطلوب فعالیت بدنی، حداقل 150 دقیقه در هفته است. 
- ترک استعمال دخانیات و سیگار: سیگار مقاومت به انسولین را افزایش داده و شانس ابتلا به دیابت را زیاد می‌کند.
- درمان کلسترول و فشار خون بالا .

## چند توصیه به  افراد مبتلا به پیش دیابت
اگر به پیش دیابت مبتلا هستید. برای کنترل آن، برخی توصیه‌ها به شرح زیر ارائه می گردند:
- وضعیت پیش دیابت را جدی بگیرید ، هرچند بیمار دیابتیک نیست ولی این بدین معنا نیست که وضعیت پیش دیابت بی ضرر است، زیرا به احتمال زیاد به دیابت و سایر بیماری‌ها منجر خواهد شد و از هم‌اکنون یک خطر برای سلامت می‌باشد.
- بر روی اصلاح سبک زندگی تان تمرکز کنید: گام اول و کلیدی برای بهبود پیش دیابت، اصلاح سبک زندگی است.

اقداماتی که اغلب مراکز بالینی به افراد پیش دیابتی توصیه می‌کنند به شرح زیر هستند:
- کاهش 5 تا 10 درصد از وزن اضافی.
- انجام حداقل هفته‌ای 5 مرتبه و هر مرتبه 30 تا 60 دقیقه فعالیت بدنی با شدت متوسط.
- مصرف رژیم غذایی کم چرب و حاوی مقادیر فیبر کافی.
- کاهش نمک مصرفی (سدیم) برای کاهش فشار خون.
- پرهیز جدی از مصرف مشروبات الکلی.
- میزان کلسترول و فشار خون خود را کاهش دهید و آن‌ها را به میزانی که برای افراد دیابتی توصیه می‌شود برسانید.

اگر اصلاح الگوی زندگی، برای کاهش خطر دیابت و بیماری قلبی کافی نباشد، دارو درمانی می‌تواند مفید باشد، ولی در کنار دارو درمانی باید همچنان الگوی زندگی سالم را رعایت نمود.  